# Bruno Maltar
Bruno Maltar (Valpovo, 6 oktober 1994) is een Kroatisch voormalig wielrenner die in 2018 reed voor Meridiana Kamen. 

## Overwinningen
2011
 Kroatisch kampioen veldrijden, Junioren
2012
GP dell'Arno
2014
 Kroatisch kampioen tijdrijden, Elite
2015
 Kroatisch kampioen tijdrijden, Beloften
2016
 Kroatisch kampioen tijdrijden, Beloften

## Ploegen
- 2013 –  Adria Mobil
- 2014 –  Adria Mobil
- 2015 –  Meridiana Kamen Team
- 2016 –  Radenska-Ljubljana
- 2017 –  Meridiana Kamen Team
- 2018 –  Meridiana Kamen Team

Fajt · Gorenc · Hočevar · Maltar · Mugerli · Nose · Pavlin · Rogina · Roglič · Štimulak
Fajt · Hočevar · Maltar · Mugerli · Nose · Novak · Per · Rogina · Roglič · Štimulak
Andrejaš · Finkšt · Jenko · Jerkič · Korošec · Maltar · Miškulin · Penko · Ručigaj · Sever
Baniček · Bećirević · Budimir · Franković · Jabuka · Kišerlovski · Maltar · Marenzi · Pugliese · Rabottini · Rigo · Rumac · Šotola · Vojsković